# حسن أباد (مقاطعة فسا)
حسن أباد (بالفارسية: حسن‌آباد) هي قرية تقع في Jangal Rural District في إيران. يقدر عدد سكانها بـ 44 نسمة .